# Quercus berberidifolia
Quercus berberidifolia är en bokväxtart som beskrevs av Frederik Michael Liebmann. Quercus berberidifolia ingår i släktet ekar, och familjen bokväxter. Inga underarter finns listade.